# バンコク大学

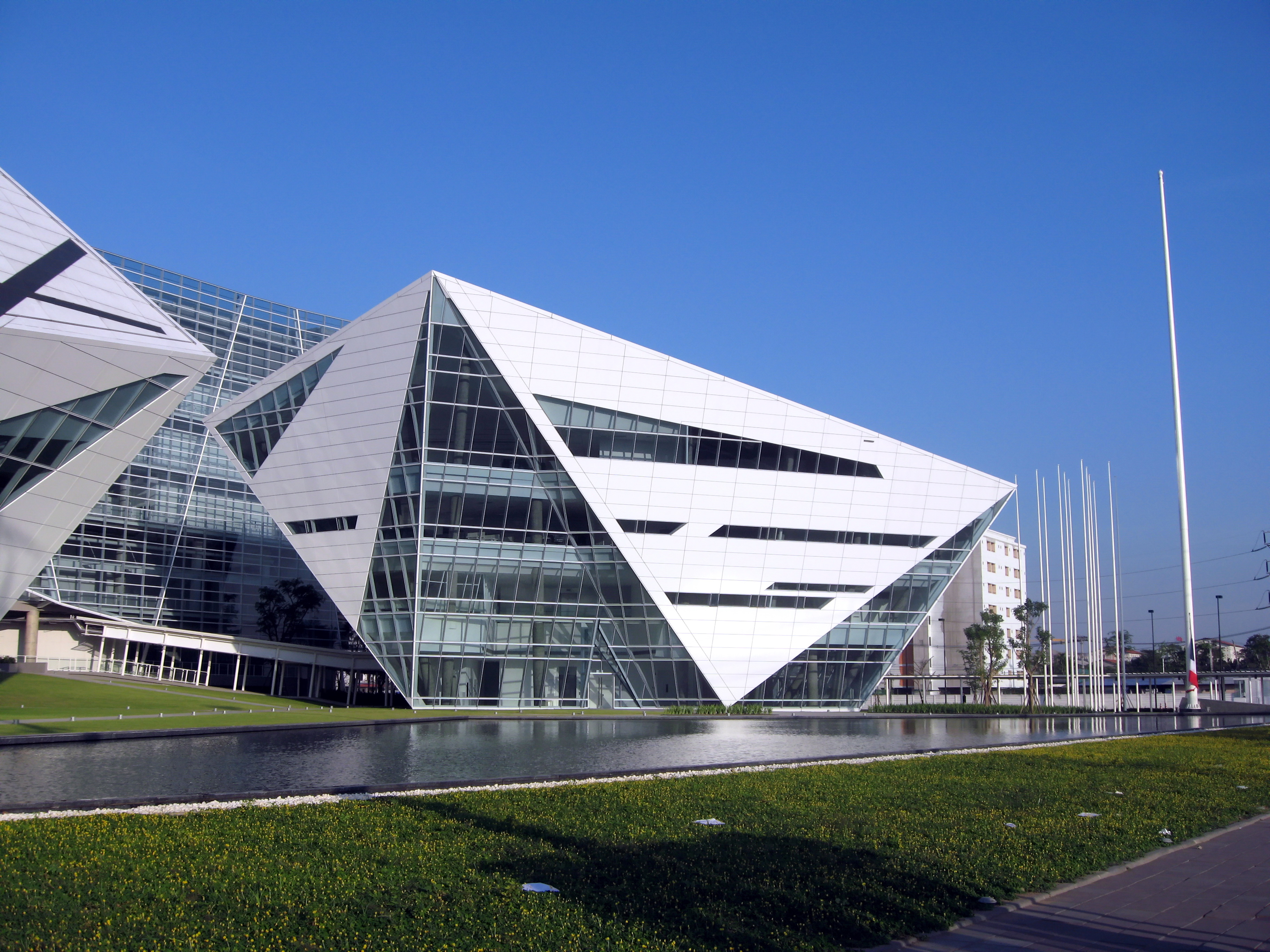

バンコク大学（バンコクだいがく　タイ語:มหาวิทยาลัยกรุงเทพ　英語:Bangkok University）は、タイ王国の私立大学。創立は1965年、在籍する学生数およそ2万8000人。タイの私立大学としては歴史と規模において、最古かつ最大である。バンコク大学は後述の通り実業家が創立したこともあり、実社会および学業において突出した人材を育成することを目標としている。

## 沿革

### 略歴
バンコク大学は1962年12月25日に開校したタイ工科学校を前身にしている。この学校は、大手広告代理店SPAやドリンク剤最大手企業オーソトサパーを所有するオーサターヌクロ(Osathanugrah)家によって創立された。
1965年、バンコク大学開校。私立の大学としてはタイ国内初。当時はバンコクカレッジ、すなわち単科大学であった
1984年、総合大学へ移行

### 学風・特色
私立学校として豊富な資金力を生かし、充実した施設で知られる｡
｢Advanced knowledge and expertise｣(高度な知識と専門技術)を教育テーマに掲げ、｢Knowledge with Virtue｣(美徳ある知)をモットーにして、開学以来およそ10万人の卒業生を世に送り出している｡

## キャンパス
本部はバンコクの中心部に位置するが、大学が急速に規模を拡大したことに伴いパトゥムターニー県ランシットに新たにキャンパスを開いている。

### クルアイ・ナーム・タイ・キャンパス
バンコク都内のクローントゥーイ区にある。面積はおよそ15,000m2。3年次、4年次の学生がほとんどで、国際プログラムの学生は全学年を通してこのキャンパスに通う。大学の本部があり、研究所、図書館、コンピュータ・センター、屋内のスポーツ・センターが置かれている。また、アートギャラリーとして「バンコク大学ギャラリー（BUG）」が2006年にキャンパス内にオープンした。

### ランシット・キャンパス
パトゥムターニー県クローンルワン郡にある。ドンムアン国際空港から北に14キロに位置しており、面積はバンコク都内のキャンパスの17倍以上となる約265,000m2。1年次、2年次の学部学生すべてと、マスコミ学部の学生は4年次までこのキャンパスで過ごす。
キャンパス内には、バンコク大学スタジアム（タイ王国プレミアリーグに所属していたバンコク・ユナイテッドFCの練習スタジアム）や、スラタット･オーサターヌクロ図書館、マルチメディアの最新技術を集めた「ポンティップ・オーサターヌクロ・コミュニケーション・アーツ・コンプレックス」、考古学研究施設として東南アジア陶磁器博物館などがある。

## 学部
学部は、タイ語で講義が行われるプログラムと、英語で講義が行われる国際プログラムに分かれる。

### タイ語プログラム
- 会計学部
- 観光マネジメント学部
- 経営学部
- 経営管理学部
- 経済学部
- コミュニケーションアーツ学部
- 法学部
- 科学技術イノベーション学部
- 建築学部
- 工学部
- デジタルメディア・映画芸術学部
- 美術応用芸術学部

### 国際プログラム
- バンコク大学インターナショナルカレッジ（BUIC）

## 大学院
大学院も、タイ語で講義が行われるプログラムと、英語で講義が行われる国際プログラムに分かれる。

## 関係者

### 主な卒業生
- アピチヤー・サエチャン（Ciize） - 俳優
- カンヤラット・ルングルーン（Piploy） - 俳優
- シワコーン・レーチューチョー（Guy） - 俳優
- タナチャイ・ウィチットウォントーン（Mond） - 俳優
- タナポップ・カウィラ（Film） - 俳優
- チョンナカン・アーポンスティナン（Gunsmile） - 俳優
- トライ・ニムタワット（Neo） - 俳優
- ナワット・プンポーティンガーム（White） - 俳優
- ノッパナット・ガンタチャイ（Boun） - 俳優
- ハリット・チーワカルン（Sing） - 俳優
- プラチャヤー・レァーンロード（Singto） - 俳優
- プルック・パーニ（Zee） - 俳優
- ポーンピパット・パッタナセッターノン（Plustor） - 俳優
- ラミダー・ジーラノラパット（Jane） - 俳優
- ワチラウィット・ルーアンウィワット（Chimon） - 俳優
- ワチラウィット・チワアリー（Bright） - 俳優
- ソラユット・スタッサナジンダー - ジャーナリスト、ニュースアンカー。
- ウォラウィット・チャイリムパモントリー - 国営政府貯蓄銀行（GSB）社長

## 日本における協定校
- 道都大学
- 大阪国際大学
- 大阪国際女子大学
- 大阪学院大学
- 大阪経済大学
- 関西外国語大学